# Llengües cuixítiques
Les llengües cuixítiques són un conjunt de llengües africanes parlades a la banya d'Àfrica i que constitueixen una de les branques del phylum afroasiàtic.
Els membres més destacables de la família cuixítica són l'oromo (amb al voltant de 25 milions de parlants), el somali (15 milions), el sidamo (2 milions) i l'àfar (1,5 milions).
Tres llengües d'aquesta família es van extingir el segle xx: l'aasax, el kw'adza i el yaaku.
Una de les llengües, l'el molo, es troba abocat a l'extinció. Fa anys que se'n va aturar la transmissió familiar i ara ja no hi ha cap nen que el sàpiga parlar.
Moltes de les llengües són desconegudes pels lingüistes. Alguns exemples són: l'agamja, el girrira, l'arbore, el baiso i el burunge.

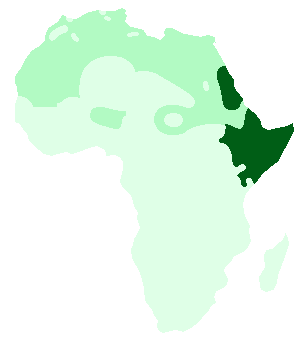
En verd fosc, les llengües cuixítiques

La classificació de les llengües cuixítiques, establerta per l'africanista Joseph Greenberg i modificada per Harold Fleming, en distingeix tres grups fonamentals: 
- Cuixític central
- Cuixític oriental de les Terres Altes (que inclou alaba-k'abeena, burji, gedeo, hadiyya, kambaata, libido i el sidamo)
- Cuixític oriental de les Terres Baixes (amb, entre d'altres, l'àfar, el saho, l'oromo i el somali)
- Dullai
- Cuixític meridional (amb llengües com ara l'aasáx, l'iraqw i el burunge)

## Classificació de les llengües cuixítiques
L'única subdivisió no controvertida dins el conjunt de les llengües cuixítiques és la conformada per les llengües agaw, que representen el cuixític central en totes les classificacions lingüístiques. Tot un altre és, en canvi, l'estatus de la branca del cuixític oriental, la qual englobaria les llengües cuixítiques orientals de les Terres Altes, les llengües cuixítiques orientals de les Terres Baixes i les llengües dullai i el yaaku. La investigació duta a terme pel lingüista Richard Hayward el condugué a descartar aquest tàxon hipotètic i a elevar a la categoria de subfamílies independents el cuixític oriental de les Terres Altes, el cuixític oriental de les Terres Baixes (que inclou les branques afàrica, somàlica i oròmica) i el dullai, deixant sense classificar el yaaku.
No hi ha unanimitat, tanmateix, en la consideració del beja com a llengua cuixítica (sol representant d'un cuixític septentrional) o com a membre únic d'una altra branca afroasiàtica.

## Llengües cuixítiques
- Aasax
- Afar
- Agamja
- Alagwa
- Arbore
- Awngi
- Badawiya
- Baiso
- Bilin
- Boni
- Burji
- Burunge
- Dahalo
- Darasa
- Dassanakh
- Digil
- Dullay
- El molo
- Hadiyya
- Iraqw
- Jiddu
- Kambaata
- Konsoid
- Kw'adza
- Maay
- Oromo
- Rendille
- Saho
- Sidamo
- Somali
- Xhamtanga
- Yaaku